# Gynandromyia prima
Gynandromyia prima är en tvåvingeart som beskrevs av Verbeke 1962. Gynandromyia prima ingår i släktet Gynandromyia och familjen parasitflugor. Inga underarter finns listade i Catalogue of Life.